# Kaleido Stage
Kaleido Stage este o imensă companie teatrală, care este locuința, precum și locul de muncă al multora din personajele seriei Kaleido Star. Sora Naegino și viitorul ei idol, Layla Hamilton, au venit la Kaleido Stage în copilărie, pentru a vedea producția Alice în Țara Minunilor, unde Donna avea rolul principal. Acest loc a determinat visul fetelor de a se alătura companiei și să devină Kaleido Star.
Kaleido Stage a fost fondat de către Kalos Eldo înainte de începerea seriilor. A fost o singură data în conducerea lui Yuri Killian, până când Sora și Layla l-au revendicat prin executarea Manevrei Legendare. 

## Locații

### Sala de mese
Sala de mese este condusă de bucătari angajați să se asigure că acrobații consumă mâncarea esențiala de care au nevoie atunci când sunt pe scenă. Nimeni din personajele principale nu a lucrat aici, așa că numele bucătarilor nu este cunoscut. 

### Dormitoarele
Dormitoarele sunt spațiile unde Sora și prietenii ei locuiesc. Managerul acestora este Sarah, care se asigură că există înțelegere între toți locatarii. Una din regulile dormitoarelor este aceea de a nu avea petreceri (doar dacă este și Sarah invitată). Totodată, acrobații se pot plânge și își pot cere schimbarea dormitoarelor direct prin Sarah (ceea ce May i-a ordonat de când locuiește sub dormitorul Sorei încă de la sosirea ei la Kaleido Stage). În mod curent, Sora, Anna, Mia, Rosetta și May au un dormitor. Nu se știe nimic despre camera unde locuiesc Hannah și Barbara, din moment ce aceasta nu este prezentată, la fel fiind și Charlotte și Julie. Layla a locuit o singură dată în dormitorul Sorei pentru o scurtă perioadă, când se antrenase cu Sora pentru a se sincroniza în spectacolul 'Nopți Arabe.

### Scena principală
Această scenă este probabil cea mai mare scenă văzută în toate seriile. Este locul unde tot entuziasmul acrobaților a fost surprins, precum în Nopțile Arabe, Libertatea și chiar Lacul Lebedelor. Faptul că este o scena necesită o curățenie intensă, pentru a preveni orice incident scenic.

### Scena Copiilor
O nouă secțiune în Kaleido Stage, care a luat naștere în sezonul 2 prin eforturile Sorei și a colegilor ei. Aceștia au observat că în timpul spectacolului Dracula copiii erau prea speriați. Este o scenă relativ mică, cu trambuline, având o mică piscină pentru Jonathan. Poate fi considerată scena lui Marion și Jonathan, din moment ce sunt văzuți aici mereu. Sora a lucrat cu Marion aici și prietenii Sorei i-au dedicat un spectacol la Scena Copiilor.

### Piscina lui Jonathan
O piscină construită de Jean Benigni special pentru Jonathan, pentru a putea locui la Kaleido Stage. Este văzută în timpul episodului de debut al Rosettei.

## Descriere
Kaleido Stage este locul unde magia, muzica, literatura și acrobațiile se îmbină, conducând spre spectacole impresionante.

## Personajele care locuiesc aici
- Sora Naegino (pleacă o singură dată în sezonul 2, însă se reîntoarce)
- Anna Heart
- Mia Guillem
- Rosetta Passel (o singură dată în prima serie, și apoi devine membru permanent în seria a doua)
- Marion Benigni
- Johnathan
- May Wong
- Leon Oswald
- Layla Hamilton (fost membru, pleacă la sfârșitul primei serii, revine la jumătatea seriei secunde și pleacă din nou la sfârșitul seriei)
- Yuri Killian (plecat în timpul primei jumătăți a seriei secunde și apoi se întoarce în restul seriei)
- Cathy Timor (temporar, pleacă cu Layla la sfârșitul seriilor)
- Ken Robbins
- Charlotte si Julie (pleacă la începutul seriei secunde și revin cu Layla, care va părăsi Kaleido Stage la sfârșitul seriilor)
- Hannah și Barbara
- Elena, Jean, Clair și Emillio
- Sarah Dupont
- Kalos Eldo
- Fool, Spiritul Scenei